# Richard Bedford Bennett
Pour les articles homonymes, voir Bennett et Richard Bennett.
Richard Bedford Bennett, 1er vicomte Bennett, né le 3 juillet 1870 à Hopewell Hill au Nouveau-Brunswick et mort le 26 juin 1947 à Mickleham en Angleterre, est un professeur, avocat, homme d'affaires et homme d'État canadien.
Il est le 11e premier ministre du Canada du 7 août 1930 au 23 octobre 1935.

## Biographie
Né à Hopewell Hill, au Nouveau-Brunswick, il fait ses études à l'Université Dalhousie, finissant en 1893 avec un diplôme en droit. Bennett est professeur, directeur d'école, avocat et homme d'affaires avant de se lancer en politique locale. Avant de déménager en Alberta, il est partenaire d'une firme d'avocats à Chatham, au Nouveau-Brunswick. Max Aitken (connu plus tard sous le nom de Lord Beaverbrook) était son garçon de bureau. Il est aussi alderman de la ville de Chatham pour un certain temps. Il appartient à la franc-maçonnerie à partir de 1896.

## Carrière politique
En 1905, Bennett est le premier chef de l'Association progressiste-conservatrice de l'Alberta et, en 1909, remporte un siège à l'Assemblée législative avant de faire le saut en politique fédérale. Il est élu député de Calgary à la Chambre des communes du Canada en 1911 et réélu dans Calgary-Ouest en 1925, nommé ministre des Finances en 1926 et devient chef conservateur en 1927 au premier congrès à la direction du parti.

## Premier ministre
Il est élu premier ministre du Canada en 1930, défaisant William Lyon Mackenzie King. Ceci arrive au même moment que la pire dépression économique du siècle frappe le pays. Bennett tente de combattre la dépression en augmentant le commerce avec l'Empire britannique et en imposant des tarifs sur l'importation des produits non-impériaux, promettant que ces mesures propulseraient les produits canadiens sur les marchés mondiaux. Toutefois, il a un succès limité, et son style impersonnel et sa réputation de richesse l'aident à s'aliéner bon nombre de Canadiens aux prises avec la pauvreté.
Quand sa politique de préférence impériale ne donne pas les résultats escomptés, le gouvernement Bennett n'a aucun plan de rechange. Leur inclination pro-affaires, pro-banques ne crée aucun soulagement pour les millions de chômeurs dont le désespoir et l'agitation vont grandissants. Les conservateurs semblent indécis et incapables de s'en sortir, et perdent rapidement la confiance des Canadiens, devenant au contraire un objet de haine, de ridicule et de mépris. Les automobilistes qui ne pouvaient plus payer pour leur essence devaient faire tirer leurs voitures par des chevaux ; on donna à ces véhicules le nom de Bennett buggies.
R. B. Bennett fait face à des pressions autant de l'intérieur que de l'extérieur de son parti :
- Le Fédération du Commonwealth coopératif, fondé en 1932, se prépare à disputer ses premières élections sur un plateforme socialiste.
- Le mouvement du crédit social s'attire des appuis dans l'Ouest et une onde de choc secoue le pays entier lorsqu'ils remportent les élections provinciales albertaines et forment le gouvernement en septembre 1935.
- Son propre gouvernement subit la défection du ministre du commerce, Henry Herbert Stevens, qui quitte les conservateurs pour fonder le Parti de la reconstruction du Canada lorsque Bennett refuse de mettre en œuvre les plans de Stevens pour une réforme économique drastique et l'interventionnisme économique gouvernementale pour gérer la crise.

Réagissant aux craintes de subversion communiste, Bennett utilise le controversé article 98 du Code criminel (1919) canadien. Cette section permet l'incarcération de toute personne membre d'une organisation qui vise officiellement à renverser le gouvernement par la violence, même si la personne en question n'a jamais commis d'action violente ou même ne prône pas personnellement de telles actions. Grâce à cette loi, les dirigeants du Parti communiste du Canada, dont Tim Buck, sont arrêtés et mis en prison pour cause de sédition. Toutefois, cette stratégie se révèle fort embarrassante pour le gouvernement lorsque Buck est victime d'une tentative apparente d'assassinat lorsque, durant une émeute dans la prison, on lui tire dessus même s'il ne participait d'aucune façon à l'émeute. Le gouvernement de Bennett est forcé d'avouer qu'il a ordonné les tirs, soi-disant dans le but de faire peur à Buck. Bennett perd toute crédibilité face à Buck et sa stratégie se retourne contre lui; Buck est bientôt relâché et accueilli en héros par la population qui voit en lui un défenseur des libertés civiles.
Bennett tente de prévenir le désordre social en évacuant les chômeurs dans des camps de secours loin des villes, mais ceci ne fait qu'exacerber les tensions sociales; les chômeurs organisent une manifestation, la marche sur Ottawa, et comptaient se rendre en train de Vancouver à Ottawa, cueillant des nouveaux manifestants en chemin, afin de se plaindre à Bennett en personne. La marche prend fin à Regina le 1er juillet 1935 lorsque la Gendarmerie royale du Canada, sur ordre du premier ministre, attaque une réunion publique de 3 000 personnes, faisant un mort et des dizaines de blessés.
Suivant la mise en action du New Deal du président américain Franklin D. Roosevelt, Bennett change de tactique et propose son propre New Deal, comprenant des dépenses de fonds publics et l'intervention de l'état dans l'économie. Bennett propose des impôts progressifs sur le revenu, un salaire minimum, un maximum d'heures de travail par semaine, une assurance-emploi, une assurance-santé, un programme des pensions élargi et des subventions aux fermiers.

### Défaite par les libéraux
La conversion des conservateurs au concept de l'État-providence arrive trop tard pour empêcher leur lourde défaite face aux libéraux de Mackenzie King à l'élection fédérale en octobre 1935. Les libéraux remportent 173 sièges, contre seulement 39 pour les conservateurs.

## Retraite de la vie politique
Il prend sa retraite en Angleterre en 1938 et, en 1941, est le premier (et dernier) ancien premier ministre du Canada à être nommé à la Chambre des lords britannique, devenant le 1er vicomte Bennett, de Mickleham, Surrey.

## Décès
Il meurt le 26 juin 1947 à Mickleham, en Angleterre, à l'âge de 77 ans, et est enterré dans le cimetière St Michael's Churchyard. Il est le seul ancien premier ministre enterré hors du pays.